# Heita Kawakatsu
 (août 2024).
Heita Kawakatsu (川勝 平太, Kawakatsu Heita) est un homme politique japonais, né le 16 août 1948 à Osaka.
Historien de l'économie de formation, il obtient un doctorat à l'Université d'Oxford en 1985 après avoir étudié l'économie à l'Université Waseda. Il a été professeur de science politique et d'économie à l'Université Waseda, directeur adjoint du Centre de recherche international pour les études japonaises, directeur exécutif de l'Organisation de recherche pour le développement et la recherche, et président de la Shizuoka Bunka Art University. Il est élu au poste de gouverneur de la préfecture de Shizuoka en 2009.

## Jeunesse et études
Né à Osaka, Kawakatsu grandit à Kyoto. Il est admis à l'Université Waseda et étudie au département d'économie politique. Une fois son diplôme décroché en mars 1972, il entre à l'école doctorale du département d'économie de Waseda. Une fois sa maîtrise obtenue en 1975, il se rend en Angleterre et étudie de 1977 à 1981 à l'Université d'Oxford, au Wolfson College. Il obtient son doctorat d'Oxford en 1985.

## Carrière académique et politique
Économiste, il se spécialise en histoire économique comparée. Ses recherches portent notamment sur l’analyse de documents parlementaires britanniques. Il a été assistant, chargé de cours, professeur adjoint, puis enfin professeur à l’Université Waseda en 1990. Il est également professeur, puis directeur adjoint du Centre international de recherche sur les études japonaises et directeur de l’Organisation de recherche et développement. 
Il a également été membre du comité d'éducation sociale de la ville de Kyoto et du comité d'étude sur l'enseignement et la recherche de la nouvelle université du conseil consultatif de gestion de l'université de Tokyo.
Connu comme un allié de Yoshinobu Ishikawa, ancien gouverneur de la préfecture de Shizuoka, il est son éminence grise. Lorsqu'Ishikawa annonce sa démission, il devient candidat à la préfecture de Shizuoka. Il est élu gouverneur l'année-même, après une bataille électorale contre le Kōmeitō. Il gagne avec 15 000 voix de différence par rapport à son adversaire.
Il remporte à nouveau l'élection en 2013, puis en 2017 contre Noriko Mizoguchi. 